# Tafon Nchukwi
Tafon Nchukwi (14 de octubre de 1994, Bamenda, Camerún) es un artista marcial mixto camerunés que compite en la división de peso mediano de Ultimate Fighting Championship.

## Primeros años
Nacido en Bamenda (Camerún), la familia de Nchukwi se trasladó a Estados Unidos en 2005. Jugó al fútbol en su juventud, cambiando al fútbol americano, al béisbol y a la lucha libre durante sus años de instituto. Asistió a la universidad, pero la abandonó tras descubrir las artes marciales mixtas.
Nchukwi es campeón nacional de la WKA ×2 2016, campeón nacional de la WKA ×2 2017, campeón mundial de la WKA ×2 2016. También es cinturón azul en jiu-jitsu y medalla de plata de la IBJJF PAN 2017.
Nchukwi enarbola la bandera separatista de Ambazonia.

## Carrera de artes marciales mixtas

### Carrera temprana
En su debut en las MMA en el CFFC 73, se enfrentó a Alex Meyers y lo derrotó por TKO en el segundo asalto. Nchukwi derrotó a AT McCowin a través de TKO en la primera ronda en Shogun Fights 23. Luego, en su segunda y última aparición con Cage Fury Fighting Championships, en CFFC 80, derrotó a William Knight por TKO en el primer asalto para hacer dos seguidos con Cage Fury Fighting Championships.
En el evento principal del Dana White's Contender Series 32, Nchukwi noqueó a Al Matavao en el segundo asalto. Con esta victoria, Nchukwi consiguió la cuarta victoria por nocaut de su carrera profesional. Además, consiguió un contrato con la UFC.

### Ultimate Fighting Championship
En su debut en la promoción, Nchukwi se enfrentó a Jamie Pickett en UFC Fight Night: Thompson vs. Neal el 19 de diciembre de 2020. Tras derribar a Pickett en el tercer asalto, Nchukwi ganó el combate por decisión unánime.
En su segunda aparición, Nchukwi se enfrentó a Jun Yong Park el 8 de mayo de 2021 en UFC on ESPN: Rodriguez vs. Waterson. Perdió el combate por decisión mayoritaria después de que se le descontara un punto por repetidos golpes en la ingle.
Nchukwi se enfrentó a Mike Rodríguez en UFC Fight Night: Smith vs. Spann el 18 de septiembre de 2021. Ganó el combate por decisión unánime.
Nchukwi se enfrentó a Azamat Murzakanov en UFC Fight Night 203 el 12 de marzo de 2022. Perdió el combate en el tercer asalto por nocaut.

## Récord en artes marciales mixtas
| Resultado | Récord | Oponente          | Método                   | Evento                              | Fecha                    | Ronda | Tiempo | Localización            | Notas                                                                                             |
| --------- | ------ | ----------------- | ------------------------ | ----------------------------------- | ------------------------ | ----- | ------ | ----------------------- | ------------------------------------------------------------------------------------------------- |
| Derrota   | 6-2    | Azamat Murzakanov | KO (Rodillazo volador)   | UFC Fight Night 203                 | 12 de marzo de 2022      | 3     | 0:44   | Las Vegas, Nevada       |                                                                                                   |
| Victoria  | 6-1    | Mike Rodríguez    | Decisión (unánime)       | UFC Fight Night: Smith vs. Spann    | 18 de septiembre de 2021 | 3     | 5:00   | Las Vegas, Nevada       | Regreso al peso semipesado.                                                                       |
| Derrota   | 5-1    | Jun Yong Park     | Decisión (mayoritaria)   | UFC on ESPN: Rodriguez vs. Waterson | 8 de mayo de 2021        | 3     | 5:00   | Las Vegas, Nevada       | A Nchukwi se le descontó un punto en el segundo asalto debido a los repetidos golpes en la ingle. |
| Victoria  | 5-0    | Jamie Pickett     | Decisión (unánime)       | UFC Fight Night: Thompson vs. Neal  | 19 de diciembre de 2020  | 3     | 5:00   | Las Vegas, Nevada       | Debut en el peso medio.                                                                           |
| Victoria  | 4-0    | Al Matavao        | KO (patada en la cabeza) | Dana White's Contender Series 32    | 8 de septiembre de 2020  | 2     | 2:01   | Las Vegas, Nevada       | Combate de peso semipesado.                                                                       |
| Victoria  | 3-0    | William Knight    | TKO (puñetazos)          | CFFC 80                             | 22 de noviembre de 2019  | 1     | 2:30   | Hampton, Virginia       | Combate de peso acordado (225 libras).                                                            |
| Victoria  | 2-0    | A.T. McCowin      | TKO (puñetazos)          | Shogun Fights 23                    | 2 de noviembre de 2019   | 1     | 2:27   | Baltimore, Maryland     |                                                                                                   |
| Victoria  | 1-0    | Alex Meyers       | TKO                      | CFFC 73                             | 2 de marzo de 2019       | 2     | 2:15   | Filadelfia, Pensilvania | Debut en el peso pesado.                                                                          |